# Sean Marshall (baseball)
Pour les articles homonymes, voir Sean Marshall et Marshall.
Sean Christopher Marshall (né le 30 août 1982 à Richmond, Virginie, États-Unis) est un lanceur de relève gaucher de la Ligue majeure de baseball.

## Carrière

### Cubs de Chicago
Après des études secondaires à la Manchester High School de Midlothian (Virginie), Sean Marshall suit des études supérieures à la Virginia Commonwealth University à Richmond (Virginie) où il porte les couleurs des VCU Rams de 2001 à 2003. Il est drafté le 3 juin 2003 par les Cubs de Chicago au 6e tour.
Marshall passe trois saisons en Ligues mineures avant d'effectuer ses débuts en Ligue majeure le 9 avril 2006. Il remporte sa première victoire au plus haut niveau le 14 avril 2006 contre les Pirates de Pittsburgh.
Lanceur partant en 2006 et 2007, Marshall est plutôt utilisé comme lanceur de relève depuis 2008.

### Reds de Cincinnati
Le 23 décembre 2011, les Reds échangent aux Cubs de Chicago le lanceur gaucher Travis Wood, le voltigeur Dave Sappelt et le joueur de champ intérieur des ligues mineures Ronald Torreyes en retour du releveur gaucher Sean Marshall.
Le nouveau stoppeur engagé par les Reds, Ryan Madson, étant blessé pour toute la saison, c'est à Marshall qu'est assignée la tâche de protéger les victoires de l'équipe. Il ne préserve toutefois que 9 victoires, et rapidement la tâche est confiée à son coéquipier Aroldis Chapman,. Marshall connaît néanmoins une très bonne saison 2012 avec une moyenne de points mérités de 2,51 en 73 sorties et 61 manches lancées, au cours desquelles il enregistre 74 retraits sur des prises.
Divers problèmes à l'épaule limitent fortement son temps de jeu dans les deux saisons suivantes. Après n'avoir accordé que deux points mérités en 10 manches et un tiers en 2013, il en accorde 12 en 14 manches en 2014. Une opération à l'épaule gauche en juin 2014 met fin à sa saison. Il ne joue pas en 2015 et passe à nouveau sous le bistouri en mai.

## Statistiques
| Saison | Équipe       | G   | GS | CG | SHO | V  | D  | SV | IP    | SO  | ERA  |
| ------ | ------------ | --- | -- | -- | --- | -- | -- | -- | ----- | --- | ---- |
| 2006   | Chicago Cubs | 24  | 24 | 0  | 0   | 6  | 9  | 0  | 125.2 | 77  | 5.59 |
| 2007   | Chicago Cubs | 21  | 19 | 0  | 0   | 7  | 8  | 0  | 103.1 | 67  | 3.92 |
| 2008   | Chicago Cubs | 34  | 7  | 0  | 0   | 3  | 5  | 1  | 65.1  | 58  | 3.86 |
| 2009   | Chicago Cubs | 55  | 9  | 1  | 0   | 3  | 7  | 0  | 85.1  | 68  | 4.32 |
| 2010   | Chicago Cubs | 80  | 0  | 0  | 0   | 5  | 7  | 1  | 74.2  | 90  | 2.65 |
| Totaux | Totaux       | 214 | 59 | 1  | 0   | 26 | 34 | 2  | 454.1 | 360 | 4,24 |

| Saison | Équipe       | G | GS | CG | SHO | V | D | SV | IP  | SO | ERA  |
| ------ | ------------ | - | -- | -- | --- | - | - | -- | --- | -- | ---- |
| 2008   | Chicago Cubs | 2 | 0  | 0  | 0   | 0 | 0 | 0  | 3.1 | 5  | 2.70 |
| Totaux | Totaux       | 2 | 0  | 0  | 0   | 0 | 0 | 0  | 3.1 | 5  | 2,70 |

Note : G = Matches joués ; GS = Matches comme lanceur partant ; CG = Matches complets ; SHO = Blanchissages ; 
V = Victoires ; D = Défaites ; SV = Sauvetages ; IP = Manches lancées ; SO = Retraits sur des prises ; ERA = Moyenne de points mérités.